# Pilispina capribarba
Pilispina capribarba är en tvåvingeart som först beskrevs av Stein 1911.  Pilispina capribarba ingår i släktet Pilispina och familjen husflugor. Inga underarter finns listade i Catalogue of Life.